# 金正恩 (化学者)
金 正恩（きん せいおん、キム・ジョンウン、朝鮮語: 김정은、1943年 - ）は、アメリカ合衆国および韓国で活動している日本人化学者。
1943年に日本で生まれる。1965年に東京大学薬学部を卒業し、1967年に同大学院薬学系研究科で修士号を取得する。
1970年に渡米しオレゴン州立大学で博士号を取得。1973年からブリストル・マイヤーズ スクイブ社で研究に従事する。1994年からギリアド・サイエンシズ社でタミフルの研究を主導し、開発に成功する。同社で化学担当副社長も務めた。
その後、韓国のカイノス・メディスン社の首席副社長として研究開発統括を担っている。